# (4743) Kikuchi
(4743) Kikuchi est un astéroïde de la ceinture principale.

## Description
(4743) Kikuchi est un astéroïde de la ceinture principale. Il fut découvert le 16 février 1988 à Kitami par Tetsuya Fujii et Kazuro Watanabe. Il présente une orbite caractérisée par un demi-grand axe de 2,27 UA, une excentricité de 0,10 et une inclinaison de 4,9° par rapport à l'écliptique.

## Compléments